# Gunung Cudeuk
Gunung Cudeuk är ett berg i Indonesien.   Det ligger i provinsen Aceh, i den västra delen av landet, 1 700 km nordväst om huvudstaden Jakarta. Toppen på Gunung Cudeuk är 633 meter över havet, eller 190 meter över den omgivande terrängen. Bredden vid basen är 1,6 km.
Terrängen runt Gunung Cudeuk är kuperad åt nordost, men åt sydväst är den bergig.Runt Gunung Cudeuk är det glesbefolkat, med 14 invånare per kvadratkilometer. Det finns inga samhällen i närheten. I omgivningarna runt Gunung Cudeuk växer i huvudsak städsegrön lövskog.